# Burgos BH-Castilla y León/Saison 2012
Dieser Artikel listet Erfolge und Fahrer des Radsportteams Burgos BH-Castilla y León in der Saison 2012 auf.

## Erfolge in der UCI Europe Tour
In der Saison 2012 gelangen dem Team nachstehende Erfolge in der UCI Europe Tour.
| Datum      | Rennen                           | Kat. | Sieger        |
| ---------- | -------------------------------- | ---- | ------------- |
| 10. August | 4. Etappe Vuelta Ciclista a León | 2.2  | Moisés Dueñas |

## Platzierung in UCI-Ranglisten
| UCI Continental Circuit | Platz |
| ----------------------- | ----- |
| UCI Europe Tour 2012    | 99    |

## Abgänge – Zugänge
| Zugänge                      | Team 2011           | Abgänge                    | Team 2012    |
| ---------------------------- | ------------------- | -------------------------- | ------------ |
| Damien Branaa                | Neoprofi            | Jacques Janse van Rensburg | MTN Qhubeka  |
| Jóni Brandão                 | Neoprofi            | Christopher Jennings       | Rapha Condor |
| Efrén Carazo                 | Neoprofi            | Diego Gallego              | Karriereende |
| Óscar Santamaría             | Neoprofi            | Óscar Grau                 | Unbekannt    |
| Pablo Torres                 | Neoprofi            |                            |              |
| Moisés Dueñas (ab 1. August) | Supermercados Froiz |                            |              |

## Mannschaft
| Name             | Geburtstag        | Nationalität |
| ---------------- | ----------------- | ------------ |
| Manuel Antón     | 5. November 1988  | Spanien      |
| David Belda      | 18. März 1983     | Spanien      |
| Damien Branaa    | 29. Juli 1986     | Frankreich   |
| Jóni Brandão     | 20. November 1989 | Portugal     |
| Nicolas Capdepuy | 8. November 1988  | Frankreich   |
| Efrén Carazo     | 7. Mai 1991       | Spanien      |
| Moisés Dueñas    | 10. Mai 1981      | Spanien      |
| Rubén Jiménez    | 27. August 1987   | Spanien      |
| Luis Mas         | 15. Oktober 1989  | Spanien      |
| Pascual Orengo   | 23. März 1989     | Spanien      |
| Óscar Santamaría | 15. Mai 1993      | Spanien      |
| Pablo Torres     | 27. November 1987 | Spanien      |
| Carlos Verona    | 4. November 1992  | Spanien      |